# Dierbietowka
Dierbietowka (ros. Дербетовка) – wieś w Rosji, w Kraju Stawropolskim, w rejonie apanasienkowskim. W 2010 liczyła 1845 mieszkańców.